# Arques-la-Bataille
Arques-la-Bataille település Franciaországban, Seine-Maritime megyében. Lakosainak száma 2433 fő (2022. január 1.). Arques-la-Bataille Saint-Nicolas-d’Aliermont, Ancourt, Aubermesnil-Beaumais, Martigny, Martin-Église, Rouxmesnil-Bouteilles, Saint-Aubin-le-Cauf, Saint-Aubin-sur-Scie és Tourville-sur-Arques községekkel határos.

## Népesség
A település népességének változása:
| Lakosok száma | 2776 | 2640 | 2633 | 2583 | 2590 | 2573 | 2526 | 2480 | 2433 |
|               | 2013 | 2015 | 2016 | 2017 | 2018 | 2019 | 2020 | 2021 | 2022 |